# Sydney Fremantle
Pour les articles homonymes, voir Fremantle (homonymie).
Sydney Fremantle (né le 16 novembre 1867 et mort le 29 avril 1958) est un amiral de la Royal Navy qui sert durant l'Époque victorienne et la Première Guerre mondiale.

## Biographie
Il est le fils de l'amiral Edmund Fremantle.
Il a sous son commandement la 1re escadre et supervisa l'internement de la Hochseeflotte allemande à Scapa Flow. Il prend sa retraite en 1928 et meurt en 1958.
Il est notamment membre de l'Ordre du Bain, de l'Ordre royal de Victoria, de l'Ordre national de la Légion d'honneur et est titulaire de l'Army Distinguished Service Medal.